# Berry Bros. & Rudd
Berry Bros. & Rudd (BBR) er en familiedrevet britisk vin- og spiritusforhandler, der blev grundlagt i 1698 på St James's Street 3 i London. Siden er virksmoheden vokset til at blive international med seks kontorer rundt om i verden.
Udover vin, som en primeur fra steder som Bordeaux, Bourgogne, Rhône og Italy, så sælger virksomheden også vin og alkohol under sit eget mærke, Berry Bros. & Rudd's Own Selection.
Virksomheden beskæftiger sig med vininvestering, vinopbevaring, vinsmagning, arrangementer og kurser med vin.
Selskabet blev kongelig hofleverandør i 1903.